# James White
James White (ur. 7 kwietnia 1928, zm. 23 sierpnia 1999) – irlandzki pisarz science fiction. Urodził się i mieszkał w Belfaście. Pracował jako rzecznik prasowy miejscowej wytwórni sprzętu lotniczego, natomiast pisarstwem zajmował się w wolnych chwilach.
Debiutował na łamach „Astounding Science Fiction”. Największą popularność przyniósł mu cykl powieści o medycynie kosmicznej. Autor cyklu opowiadań i powieści o przygodach lekarzy pracujących w Szpitalu Kosmicznym. Cykl ten jest jednym z pierwszych z gatunku space opera. James White był także współwydawcą czasopism „Slant” i „Hyphen”.

### CyklSzpital kosmiczny
- Szpital kosmiczny (Hospital Station, 1962, polskie wydanie: Alfa, 1987, Rebis, 2002)
- Gwiezdny chirurg (Star Surgeon, 1963, polskie wydanie: Rebis, 2002)
- Trudna operacja (Major Operation, 1971, polskie wydanie: Rebis, 2002)
- Statek szpitalny (Ambulance Ship, 1980, polskie wydanie: Rebis, 2003)
- Sektor dwunasty (Sector General, 1983, polskie wydanie: Rebis, 2003)
- Gwiezdny terapeuta (Star Healer, 1985, polskie wydanie: Rebis, 2004)
- Stan zagrożenia (Code Blue – Emergency, 1987, polskie wydanie: Rebis, 2004)
- Lekarz dnia sądu (The Genocidal Healer, 1992, polskie wydanie: Rebis, 2005)
- Galaktyczny smakosz  (The Galactic Gourmet, 1996, polskie wydanie: Rebis, 2006)
- Ostateczna diagnoza (Final Diagnosis, 1997, polskie wydanie: Rebis, 2007)
- Szlifierz umysłów (Mind Changer, 1998, polskie wydanie: Rebis, 2008)
- Podwójny kontakt (Double Contact, 1999, polskie wydanie: Rebis, 2009)

### Inne
- 1964 Deadly Litter
- 1966 The Watch Below
- 1969 The Aliens Among Us
- 1974 The Dream Millenium
- 1977 Monsters and Medics – zbiór opowiadań science-fiction o tematyce medycznej (niezwiązany z cyklem „Szpital kosmiczny”)
- 2000 The First Protector (książka osadzona w świecie serialu SF Ziemia: Ostatnie starcie)
- 2001 Rozpoczęcie Operacji – kontynuacja serii „Szpital Kosmiczny”
- 2002  Alien Emergencies  seria 2